# Giuseppe Giacone
Giuseppe Antonio Giacone, anche indicato erroneamente come Giovanni Giacone o Giaccone (Asti, 31 maggio 1900 – Torino, 20 aprile 1964), è stato un calciatore italiano, di ruolo portiere. È stato il primo giocatore juventino ad avere indossato la casacca della nazionale italiana.

## Biografia
Nato ad Asti, si iscrisse alla facoltà di medicina di Torino che non terminò, finendo per accettare un impiego in FIAT.

## Carriera

### Club

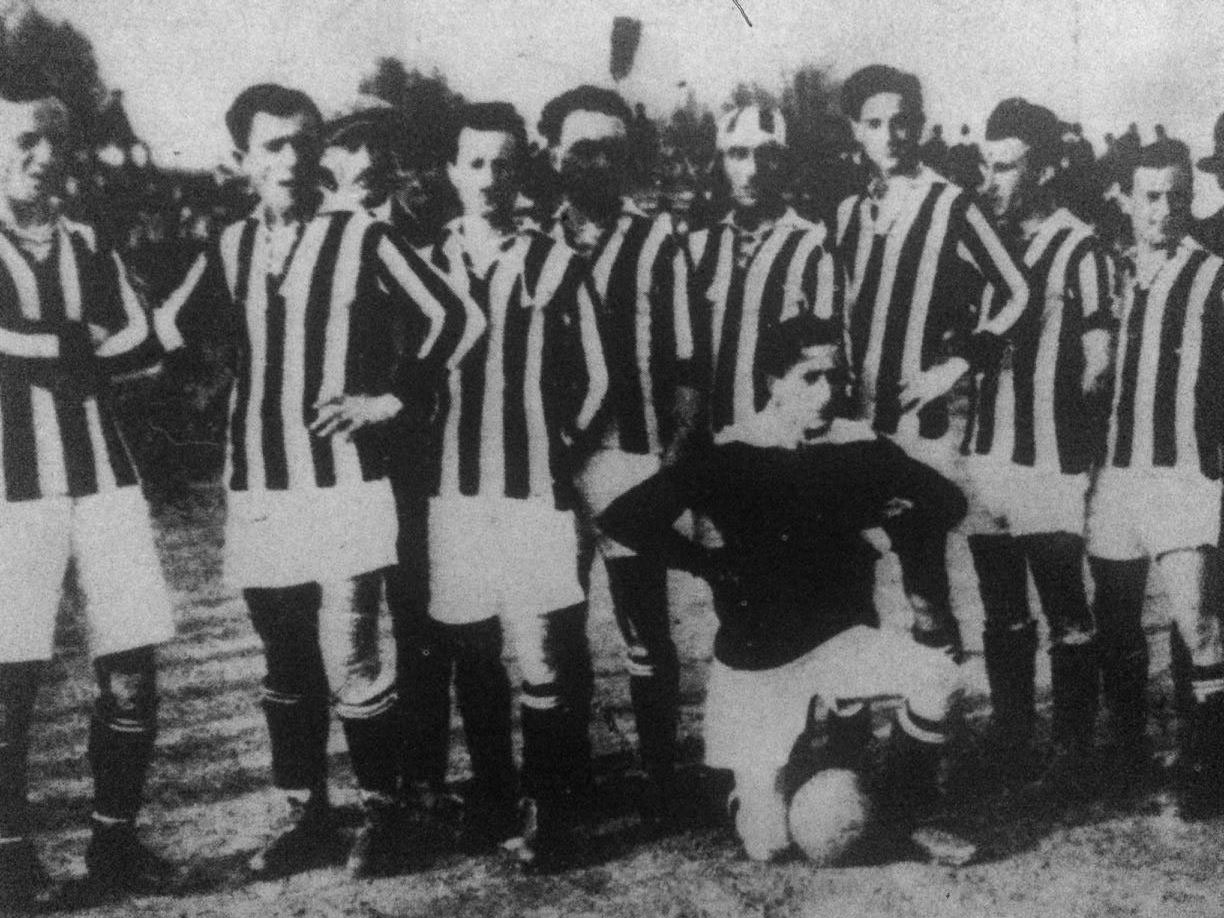
Giacone (accosciato) alla Juventus nella stagione 1920-1921

Crebbe nelle formazioni giovanili del capoluogo piemontese. Esordì, non ancora diciottenne, nella prima squadra dell'Unione Sportiva Torinese, da cui poi passò al Football Club Pastore, squadra di primo rango in quegli anni.
Durante un incontro con il Bologna venne notato dai dirigenti juventini, che lo fecero diventare un giocatore bianconero. A Torino si impose subito nonostante la giovane età: esordì nella stagione 1919-1920, il primo campionato dopo la prima guerra mondiale, vinto dall'Inter dopo una lunga lotta proprio con la Juventus. Giocò solo un'altra stagione con la maglia bianconera, dopodiché tornò alla Torinese, in uno scambio con Emilio Barucco.

### Nazionale
Disputò con la maglia azzurra quattro gare, due delle quali al torneo olimpico di Anversa 1920. Fu il primo giocatore della Juventus a giocare nella nazionale italiana.

## Statistiche

### Cronologia presenze e reti in nazionale
| Cronologia completa delle presenze e delle reti in nazionale ― Italia | Cronologia completa delle presenze e delle reti in nazionale ― Italia | Cronologia completa delle presenze e delle reti in nazionale ― Italia | Cronologia completa delle presenze e delle reti in nazionale ― Italia | Cronologia completa delle presenze e delle reti in nazionale ― Italia | Cronologia completa delle presenze e delle reti in nazionale ― Italia | Cronologia completa delle presenze e delle reti in nazionale ― Italia | Cronologia completa delle presenze e delle reti in nazionale ― Italia |
| Data                                                                  | Città                                                                 | In casa                                                               | Risultato                                                             | Ospiti                                                                | Competizione                                                          | Reti                                                                  | Note                                                                  |
| --------------------------------------------------------------------- | --------------------------------------------------------------------- | --------------------------------------------------------------------- | --------------------------------------------------------------------- | --------------------------------------------------------------------- | --------------------------------------------------------------------- | --------------------------------------------------------------------- | --------------------------------------------------------------------- |
| 28/03/1920                                                            | Berna                                                                 | Svizzera                                                              | 3 – 0                                                                 | Italia                                                                | Amichevole                                                            | -3                                                                    |                                                                       |
| 13/05/1920                                                            | Genova                                                                | Italia                                                                | 1 – 1                                                                 | Paesi Bassi                                                           | Amichevole                                                            | -1                                                                    |                                                                       |
| 28/08/1920                                                            | Gand                                                                  | Italia                                                                | 2 – 1                                                                 | Egitto                                                                | Olimpiadi 1920                                                        | -1                                                                    |                                                                       |
| 29/08/1920                                                            | Anversa                                                               | Italia                                                                | 1 – 3                                                                 | Francia                                                               | Olimpiadi 1920                                                        | -3                                                                    |                                                                       |
| Totale                                                                |                                                                       | Presenze                                                              | 4                                                                     |                                                                       | Reti                                                                  | -8                                                                    |                                                                       |